# Светото семейство с младия Свети Йоан Кръстител (Пармиджанино)
„Светото семейство с младия Свети Йоан Кръстител“ (на италиански: Sacra Famiglia con san Giovannino) е картина на италианския художник Пармиджанино от 1528 г. Картината (131 х 159 см) е изложена в Зала 12 на Национален музей „Каподимонте“ в Неапол. Използваната техника е темпера върху платно. 

## История
Картината се намира в двореца на фамилия Фарнезе в Рим до 1662 г., след което е преместена в Парма, където през 1725 г. е описана като една от най-красивите сред изложените шедьоври. Като част от Колекция „Фарнезе“, тя пристига в Неапол между 1735 и 1739 г. където е изложена първо в Кралския дворец, а по-късно в Музей Каподимонте.
Творбата безусловно е приписвана на Пармиджанино, но датировката ѝ предизвика спорове сред учените. Има различни мнения за това в кой период е нарисувана, като едни учени предполагат периода от престоя на художника в Рим (1524 – 1527), докато други са на мнение, че тя е от периода на престоя му в Болоня (1527 – 1530). Фридман пък е на мнение, че Пармиджанино я рисува в периода на втория си престой в Парма (1530 – 1539). Въз основа на използваната техника и стил, като минералните цветове типични за стенописите и температа с лепило наречена гваш, може да се каже, че най-вероятно картината е нарисувана в периода на престоя на художника в Болоня.
В наши дни в Парма има съхранени две стари копия на картината, едното в Националната галерия, а другото в сградата на Общината. Известни са също и четири подготвителни рисунки, съхранени в Кралската библиотека на Уиндзор, в Националната галерия на Парма, в Британския музей и в Ашмоеланския музея в Оксфорд.

## Описание
Сцената представя случка от бягството на Дева Мария и Христос в Египет, където според апокрифните евангелия Исус се запознава с малкия Свети Йоан. Изобразен е Младенецът, спящ върху покрит с платно камък, положил главата си на червена възглавница, което от своя страна може да се приеме за художествена илюзорна препратка към смъртта на Исус. Дева Мария гали главата на малкия Свети Йоан, изобразен с кръста от тръстики в ръка, застанал вляво зад Христос. В далечина се вижда в цял ръст Свети Йосиф да чете книга. Интересна природна картина се вижда на заден план: вдясно голямо наклонено дървом обсипано с гъби, докато вляво е изобразен пейзаж със село в планината.
В творбата на Пармиджанино виждаме един класически сюжет, използван и от Рафаело в картината Мадоната на Синята диадема, изложена в Лувър в Париж.